# 洛桑地鐵
洛桑地鐵（法語：Métro de Lausanne）是服務於瑞士洛桑的城市軌道交通系統，於1991年開始營運。現有2條線路與28座車站，全長13.7公里。目前第三條線路正在規劃中。洛桑地鐵是瑞士第一個，也是唯一一個地鐵系統，蘇黎世曾在1960~1970年代提出建設地鐵系統，但在面對大規模的反對下失敗了。另外如果只計2號線，洛桑地鐵是目前全世界規模最小的地鐵，僅有5.9公里長。

## 历史

### 1號線

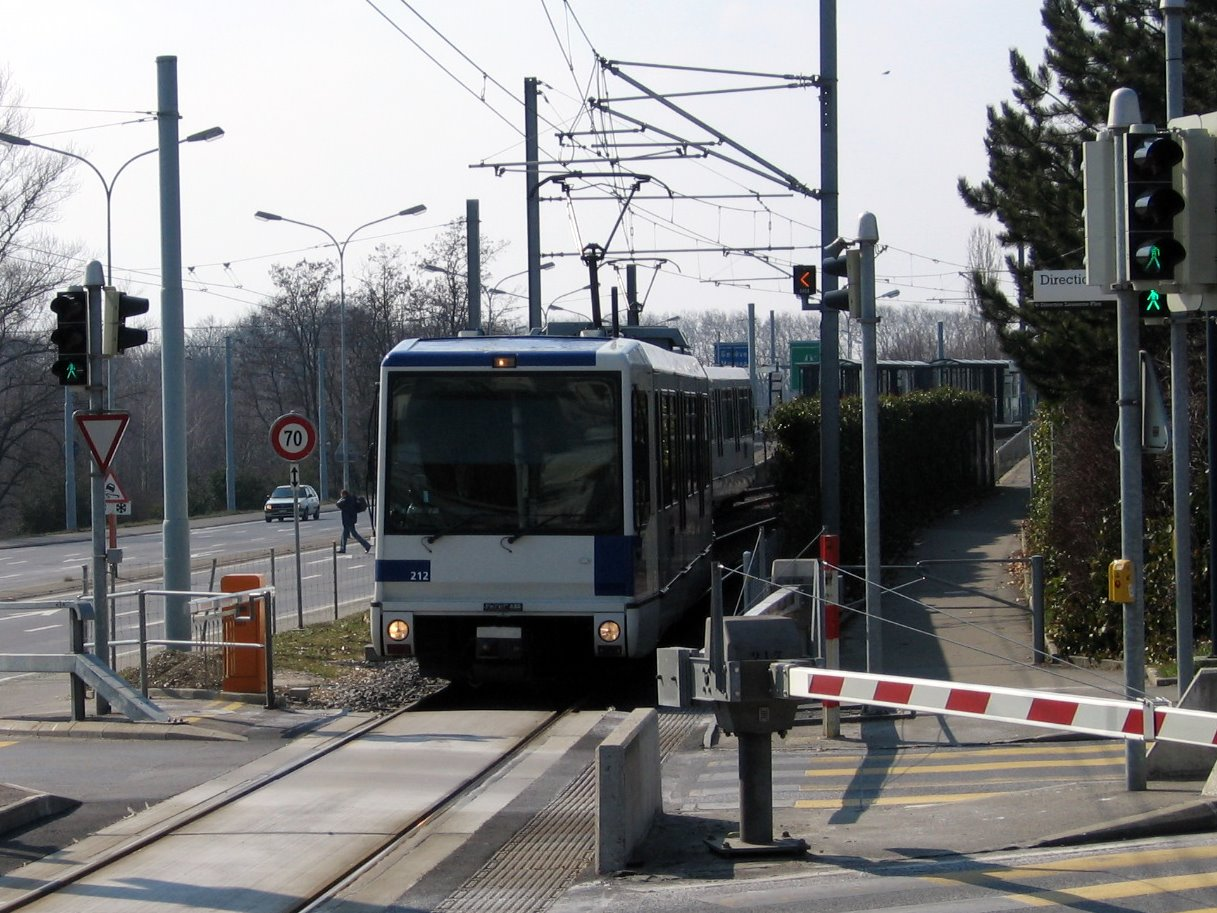
1號線的平交道口

洛桑地鐵1號線是一條輕軌路線，其建設與大學遷至鄰近的埃屈布朗的洛桑大學城密切相關，該地點公共交通不便，因此越來越多的員工和學生駕車通勤。鑑於這種情況，1980年洛桑決定調查連接大學的軌道交通之可能性。1985年確定路線走向，1988年開始動工建設，1991年5月24日試運營，6月2日正式開通。
1號線開通後客流很快超過設計，洛桑曾經提出讓從大學城返回洛桑的列車行駛瑞士聯邦鐵路 (SBB)的洛桑—日內瓦鐵路，但是該計畫必須設計新列車適應SBB的15kV交流電供電鐵路，因此雖然設計了實驗車輛，但最終該計畫被放棄。當局轉以壓縮班距，改善線型等方式，讓路線的營運速度和班次增加。2008年1號線的年運量超過1000萬人次。

### 2號線

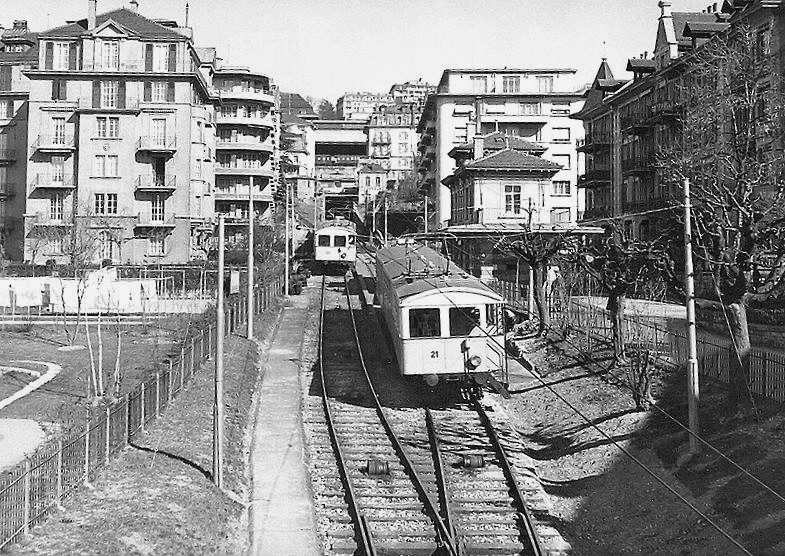
纜索鐵路--洛桑-烏契地鐵
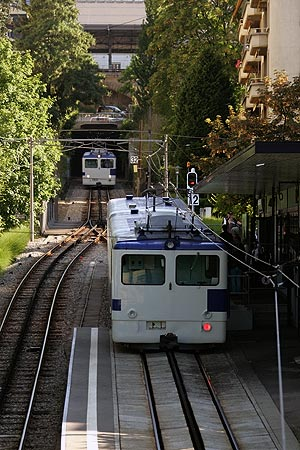
齒軌鐵路--洛桑-烏契地鐵
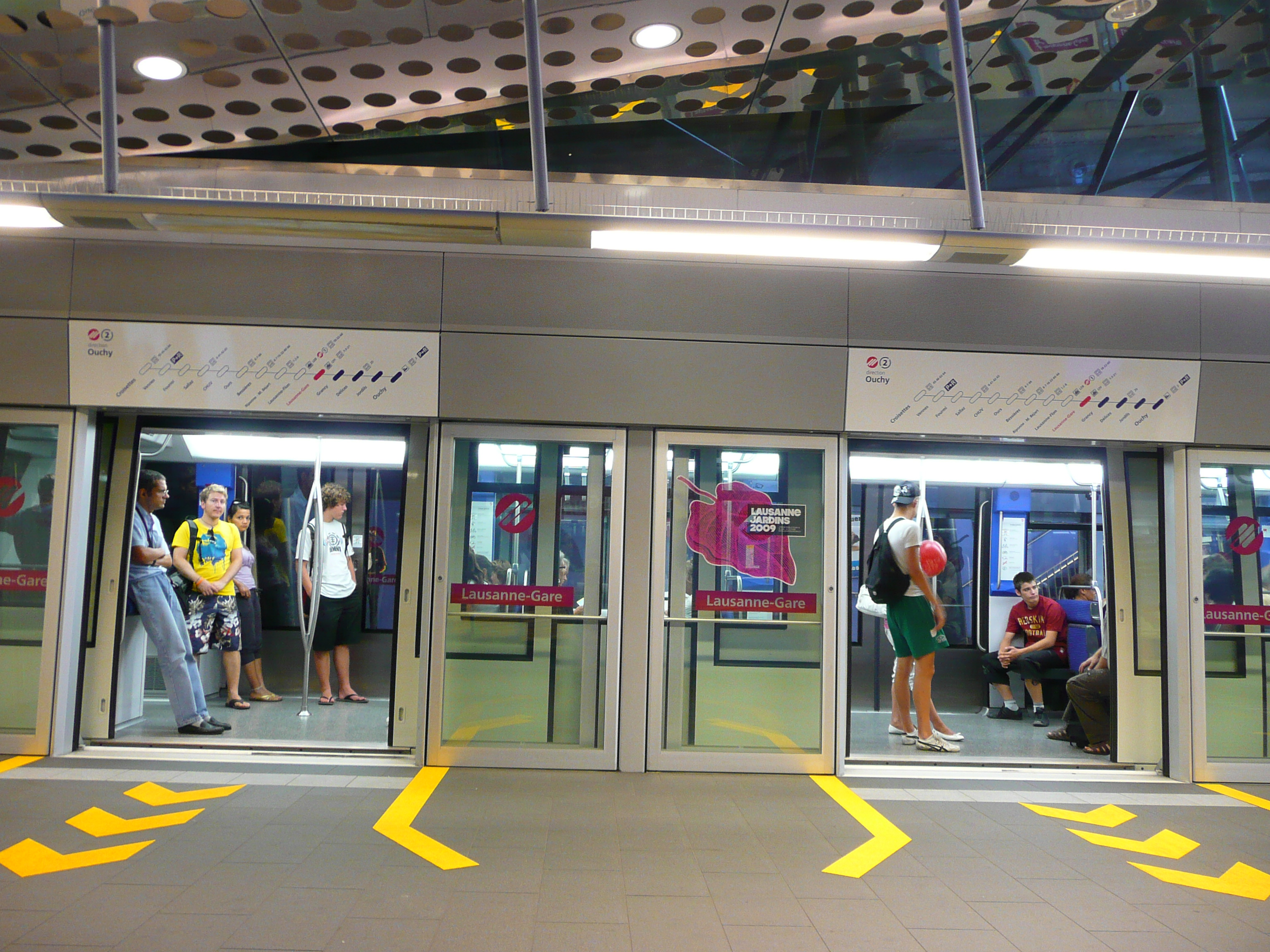
M2線洛桑車站站（英语：Lausanne-Gare station）的站台，可以看出該路線十分陡峭。

洛桑地鐵2號線是一條膠輪地鐵路線，雖然是在2008年開通，但其前身可以追溯至1877年開通的纜索鐵路--洛桑-烏契地鐵，烏契是洛桑南部，瀕臨萊芒湖的港口和湖濱度假勝地，為了連接洛桑與烏契，並跨越兩地的海拔落差，因此選擇建造纜索鐵路，動力則由水轮机提供，並有柴油。發動機作為備用動力。1953年洛桑-烏契地鐵電氣化，改以15kV電力牽引，1959年改造為齒軌鐵路。
2000年洛桑-烏契地鐵被編為M2線，2006年洛桑-烏契地鐵關閉進行改造，2008年改造完工，並延伸至洛桑以北的埃帕兰日。由於2號線平均坡度達千分之57，部分路段甚至達到千分之120，因此2號線採用膠輪地鐵系統以應對陡坡，另外由於安全速限，2號線上坡速度比下坡還快。相較於1號線，2號線採用全自動駕駛列車，路線全線具有獨立路權，車站配備有站台屏蔽门。

## 路線

洛桑地鐵路線圖

### 營運路線
洛桑地鐵目前共有兩條路線，1號線（M1）為輕軌系統，2號線（M2）為膠輪地鐵系統。

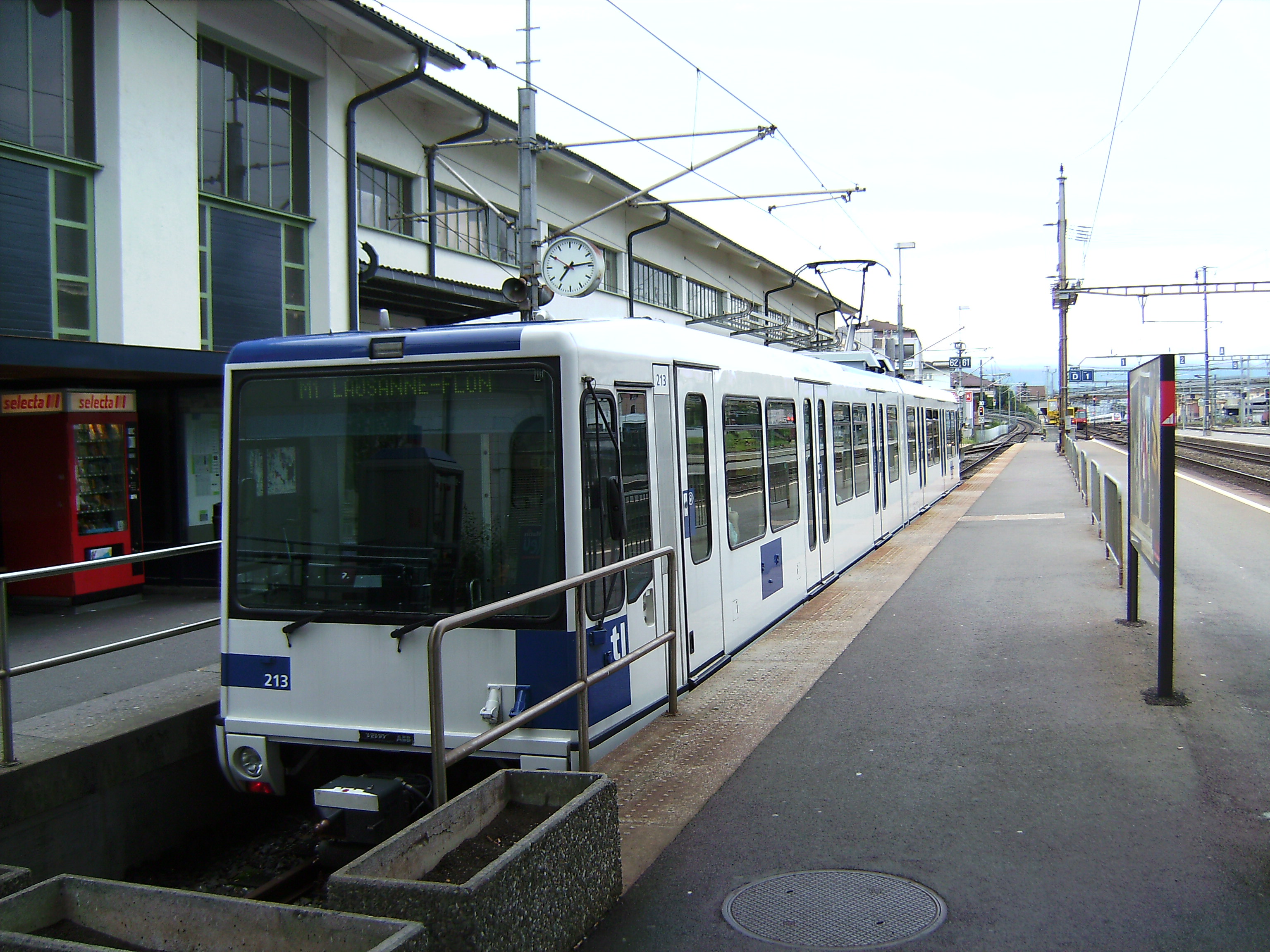
1號線
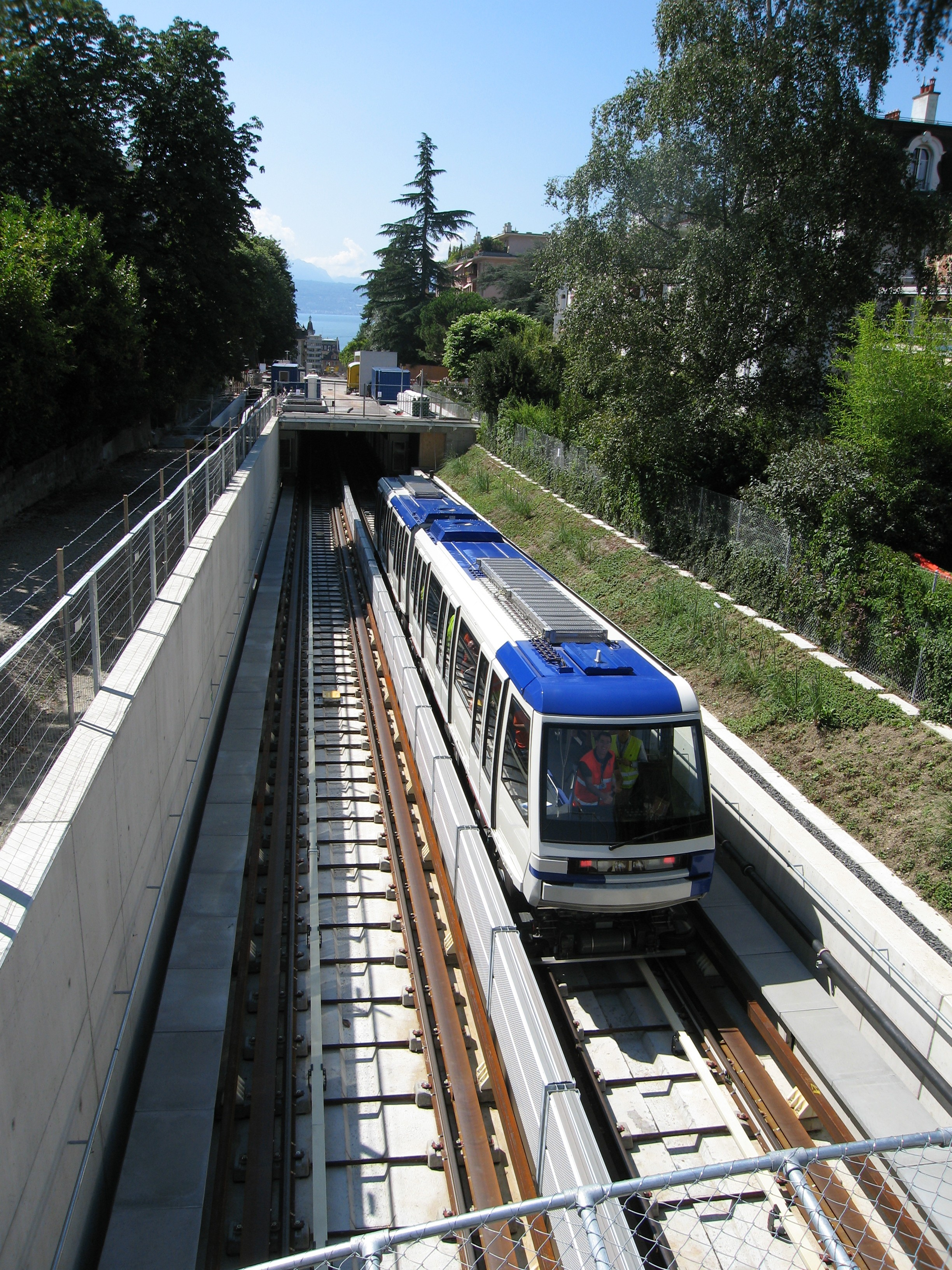
2號線

| 標誌   | 路線   | 兩端車站                 | 開通年分 | 長度 | 車站數 |
| ------ | ------ | ------------------------ | -------- | ---- | ------ |
|        | 1號線  | 洛桑芳车站 - 雷嫩車站    | 1991     | 7.8  | 15     |
|        | 2號線  | 烏契-奧林匹克 - 海濱大道 | 2008     | 5.9  | 14     |
| 總計： | 總計： | 總計：                   | 總計：   | 13.7 | 28     |

### 未來計畫
洛桑地鐵計畫建造新路線--洛桑地鐵3號線，在興建2號線時就有相關規劃，計畫建設的新路線將通往洛桑西北方的都市新計畫區，但是後來優先建設目前的2號線。2006年曾有修建纜索鐵路和輕軌的提案，但沒有後續規劃。2009年2號線開通後一年，3號線計畫再次被提出，並提升為地鐵規格，採用地鐵的原因是有軌電車無法解決2號線洛桑芳车站 - 洛桑車站站區間的壅堵問題，該路段目前僅有單線。
對於2、3號線在洛桑市區的路線規劃，原本計畫2號線南段縮短至洛桑芳车站，洛桑芳车站 - 烏契-奧林匹克區間轉由3號線運營，另外洛桑-紹德隆車站 - 洛桑芳车站區間計畫使用米軌通勤鐵路--洛桑-貝爾謝爾鐵路的地下路段。2012年沃州州議會和州務委員會通過對3號線的支持，8月頒布3號線的新方案，新方案中修改路線規劃，2015年又頒布新方案，2號線的南端仍以烏契-奧林匹克為起點，3號線起點則為洛桑車站站，洛桑芳车站 - 洛桑車站站區間兩線將共線運營，但該路段將重新建設，改造為複線鐵路，另外3號線也不再使用洛桑-貝爾謝爾鐵路的地下路段，而是新建地下鐵路。
2022年瑞士聯邦政府批准3號線計畫，3號線預計2027年完工。

## 車輛

### 1號線

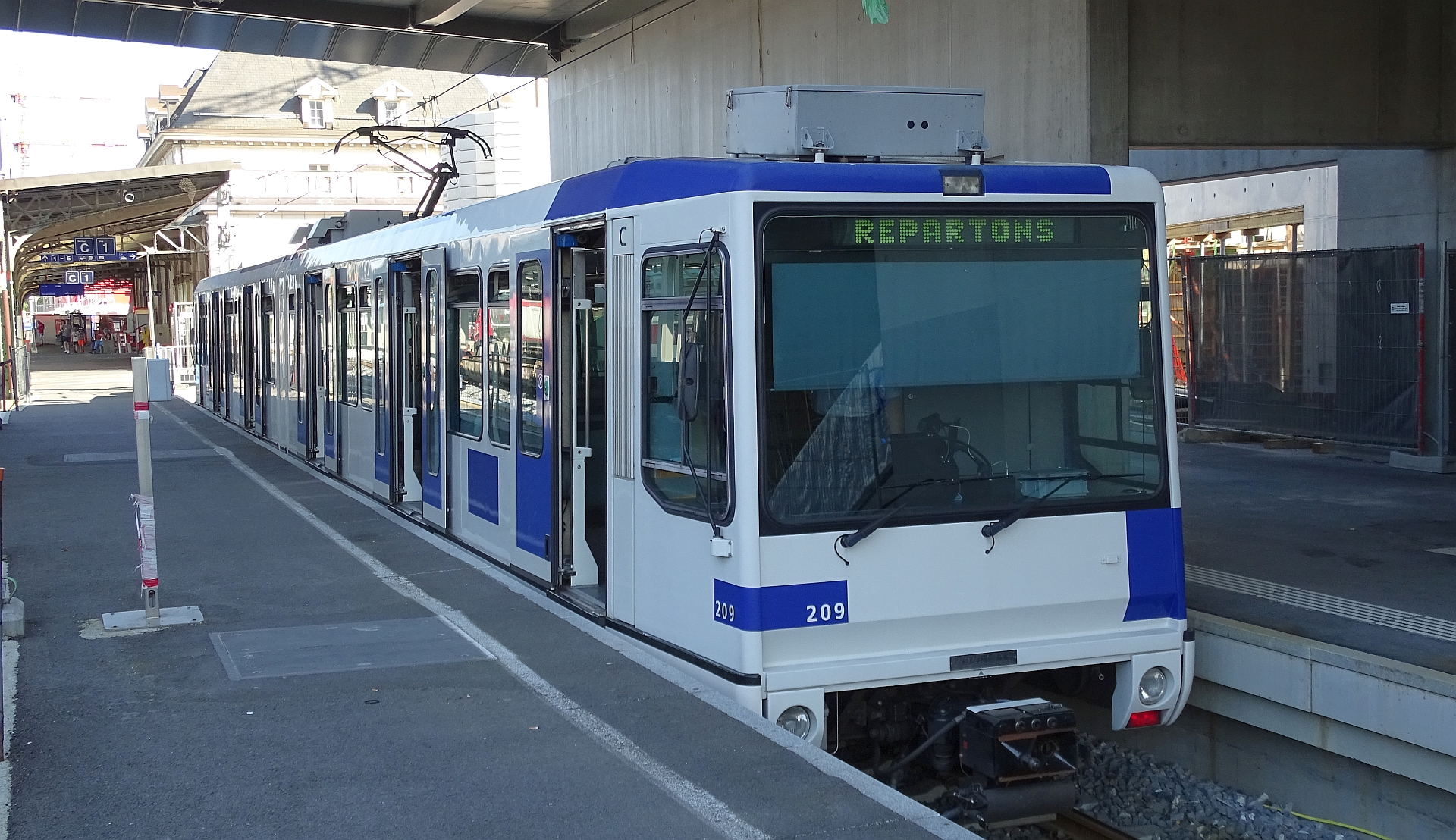
第一批Bem 4/6列車
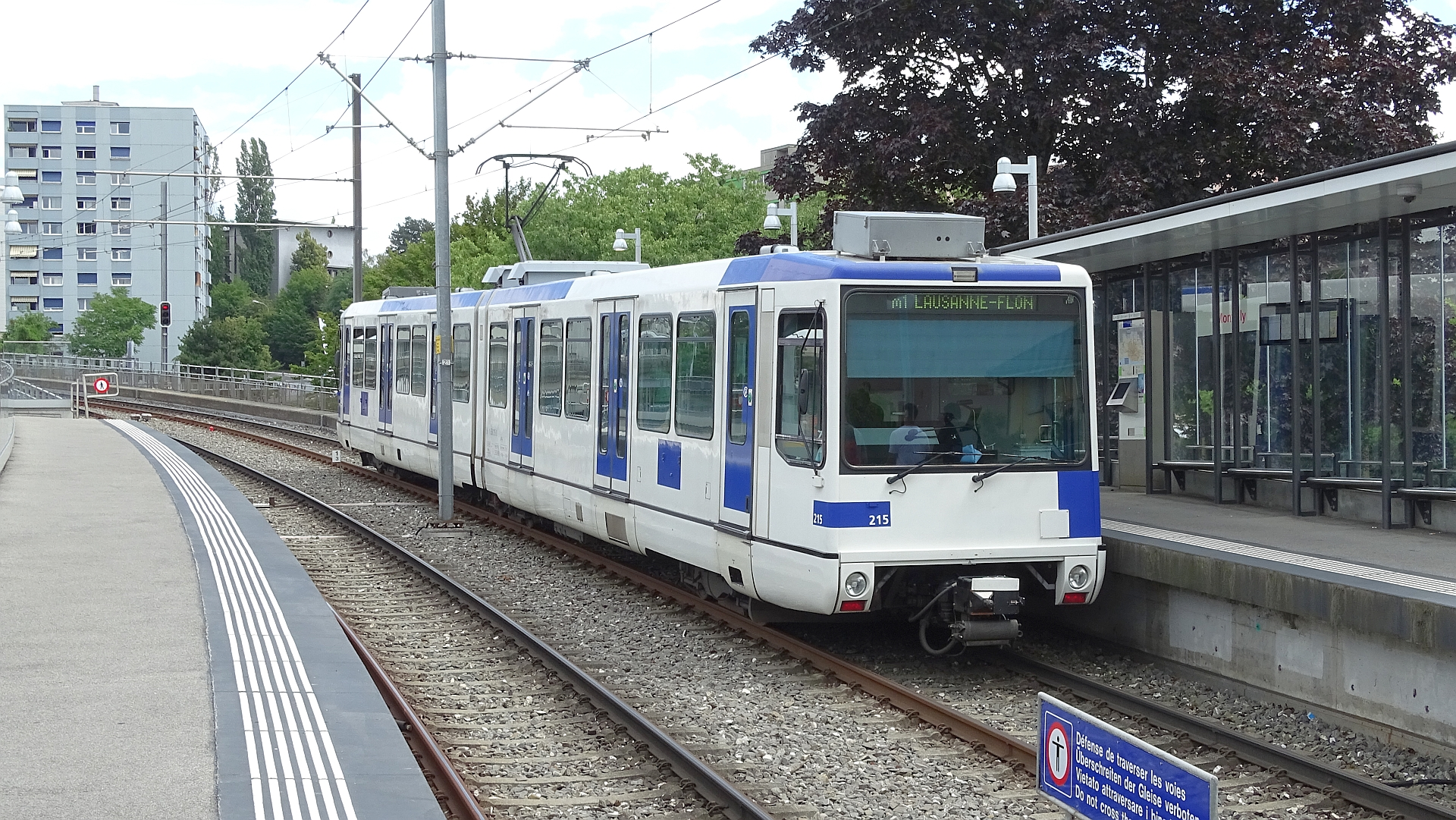
第二批Bem 4/6列車
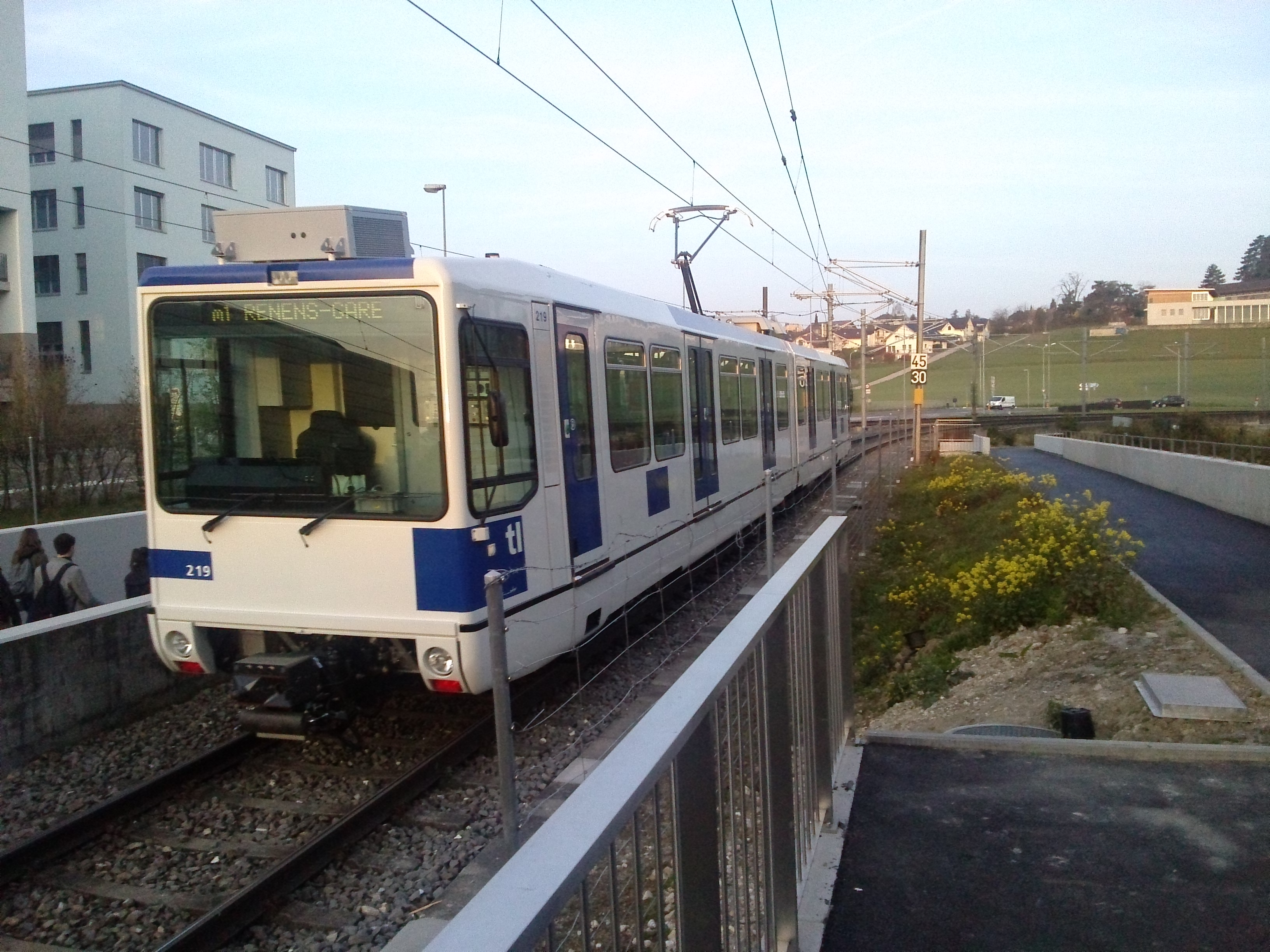
Be 4/6列車

1號線使用輕軌車輛，第一批車輛由ABB等公司製造，型號為Bem 4/6，由於當時車輛段沒有鋪設架空線，因此列車設計為柴、電雙動力。1991年時購入12輛列車，1995量又購入5輛，每一輛列車由2個單元鉸接組成，載客量約300人，最高速度70公里/小時，運營上可以1輛列車單獨運行，尖峰時段可以2輛列車編成一列運行。2011年配合新列車即將交付，1號線就列車逐步進行翻新。
2013年1號線新列車開始交付，新列車由龐巴迪等公司製造，型號為Be 4/6，由於此時車輛段已經架設架空線，因此新列車沒有輔助的柴油動力裝置。到2015年5輛新列車完成交付，新列車增加1號線運量5%。

### 2號線

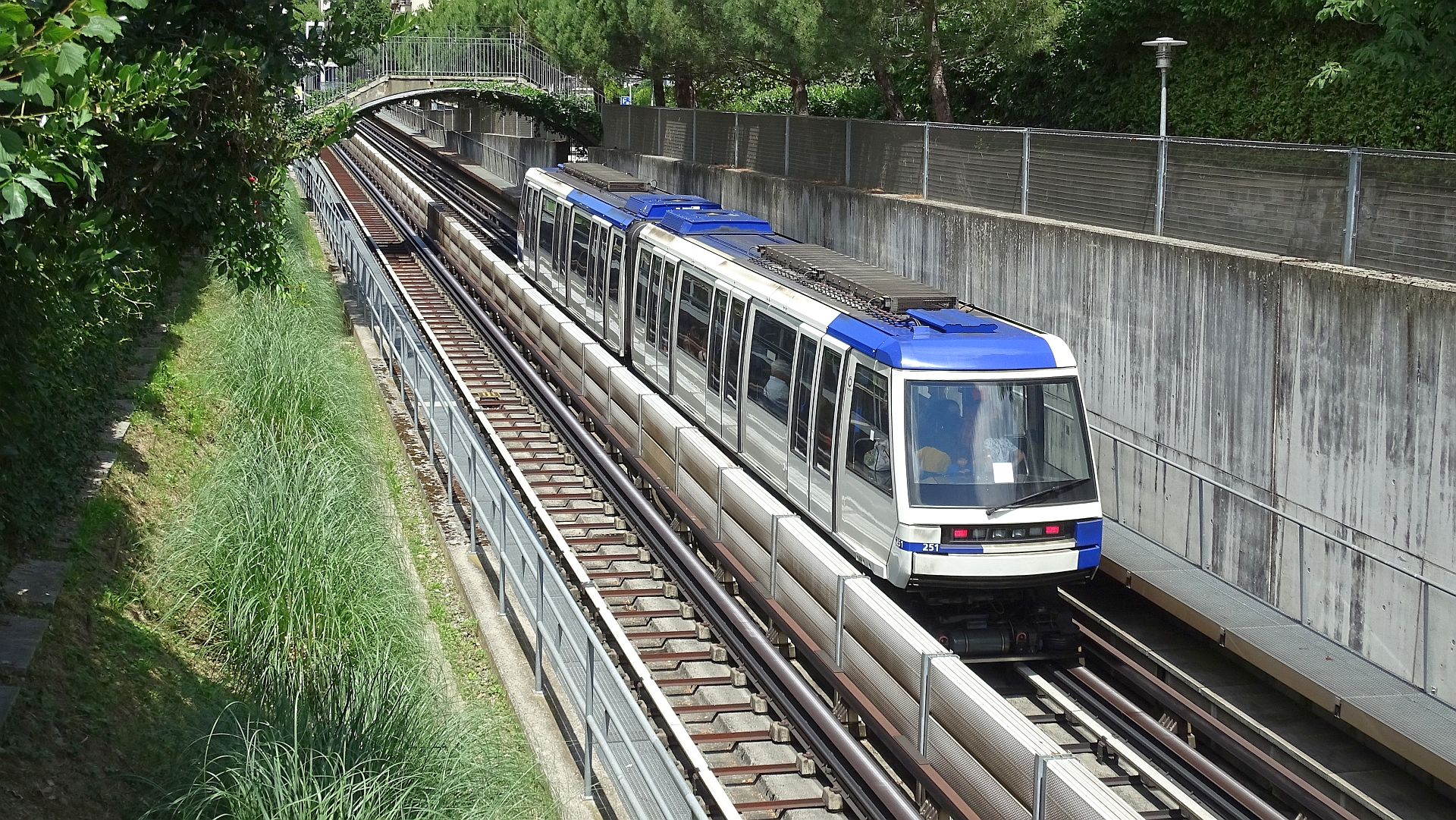
Be 8/8列車

2號線使用膠輪地鐵車輛，由阿爾斯通依照巴黎地鐵的MP89 CA型列車製造，型號為Be 8/8，2006年開始製造，2008年投入營運。Be 8/8最初製造15輛列車，每輛列車由兩節車廂組成，可容納222名乘客 (其中有60個座位)，最高速度為60公里/小時。2015年阿爾斯通宣布獲得3輛Be 8/8列車訂單，並在2017年完成交付，使Be 8/8列車的數量達到18輛，也使2號線班次得以增加。

## 營運資訊

### 營運時間
洛桑地鐵平日每日5：15左右發出首班車，隔日0：45左右結束營運，周五和周六延長營業至隔日1：00。班距方面，1號線平峰班距5分鐘，通勤尖峰較短，夜間、大學假期間較長；2號線的班距則為2~5分鐘不等。

### 票務
洛桑地鐵屬於沃州公共交通票價網絡的一部分，位於該網絡的11、12區，單一區域單程票為3瑞士法郎，兩個區域則為3.7瑞士法郎。

## 外部連結
- Transports Lausannois (TL) （页面存档备份，存于） （法文）